# Megalithische tempels van Skorba
De Ta' Skorba tempels zijn megalithische overblijfselen van tempels gelegen bij Mġarr aan de noordzijde van Żebbiegħ op Malta. De site werd pas opgegraven in de vroege jaren 1960, wat vergeleken met andere megalithische sites relatief laat is. Sommige tempelsites werden reeds in de vroege negentiende eeuw bestudeerd. De relatief late opgraving heeft de mogelijkheid gegeven moderne methoden van datering en analyse toe te passen. De opgraving van deze tempels heeft gedetailleerde informatieve inzichten in de vroegste perioden van de Maltese neolithische cultuur opgeleverd. Het belang van de site heeft ertoe geleid dat ze door de Unesco opgenomen werd als werelderfgoed in de lijst waaraan ook nog vijf andere megalithische tempels van Malta werden toegevoegd.
De tempels zelf zijn niet in erg goede staat, zeker niet in vergelijking met de veel vollediger bewaarde tempels van Ħaġar Qim en Tarxien. Maar het belang van deze site ligt hem niet zozeer in de feitelijke overblijfselen dan wel in de informatie die de opgravingen hebben opgeleverd.

## Beschrijving
Het Żebbiegħ gebied rond Skorba blijkt al heel vroeg in het Neolithicum te zijn bewoond geweest. Toen de eminente Maltese historicus Temi Żammit de nabij gelegen tempels van Ta' Ħaġrat opgroef, stak op de site van Skorba slechts één enkele platte rechtop opstaande steen uit een kleine afvalberg. Archeologen schonken aan deze berg geen aandacht totdat David H. Trump hem tussen 1960 en 1963 ging uitgraven.
De overblijfselen op de site bestaan uit een reeks megalithische orthostaten (rechtopstaande stenen), waarvan een van 3,4 m hoog, de onderste omtrek van de tempelfundering, vloerplaten met plengoffergaten aan de voorste doorgang, en de torbavloer van een tempel met drie apsissen. De klaverbladvorm is typerend voor de Ġgantija fase. Het grootste deel van de eerste twee apsissen en de volledige gevel liggen echter tegen de grond.
De noordelijke muur verkeert in een beter bewaarde staat. Oorspronkelijk gaf de ingangsportiek van de tempel uit op een voorhof, maar na toevoegingen tijdens de Tarxienfase werd de tempeldoorgang afgesloten en werden altaren geplaatst in de hoeken van de ommuring die daardoor gevormd werd. Oostelijk van deze tempel werd een tweede monument toegevoegd tijdens Tarxienfase, met vier apsissen en een centrale nis.

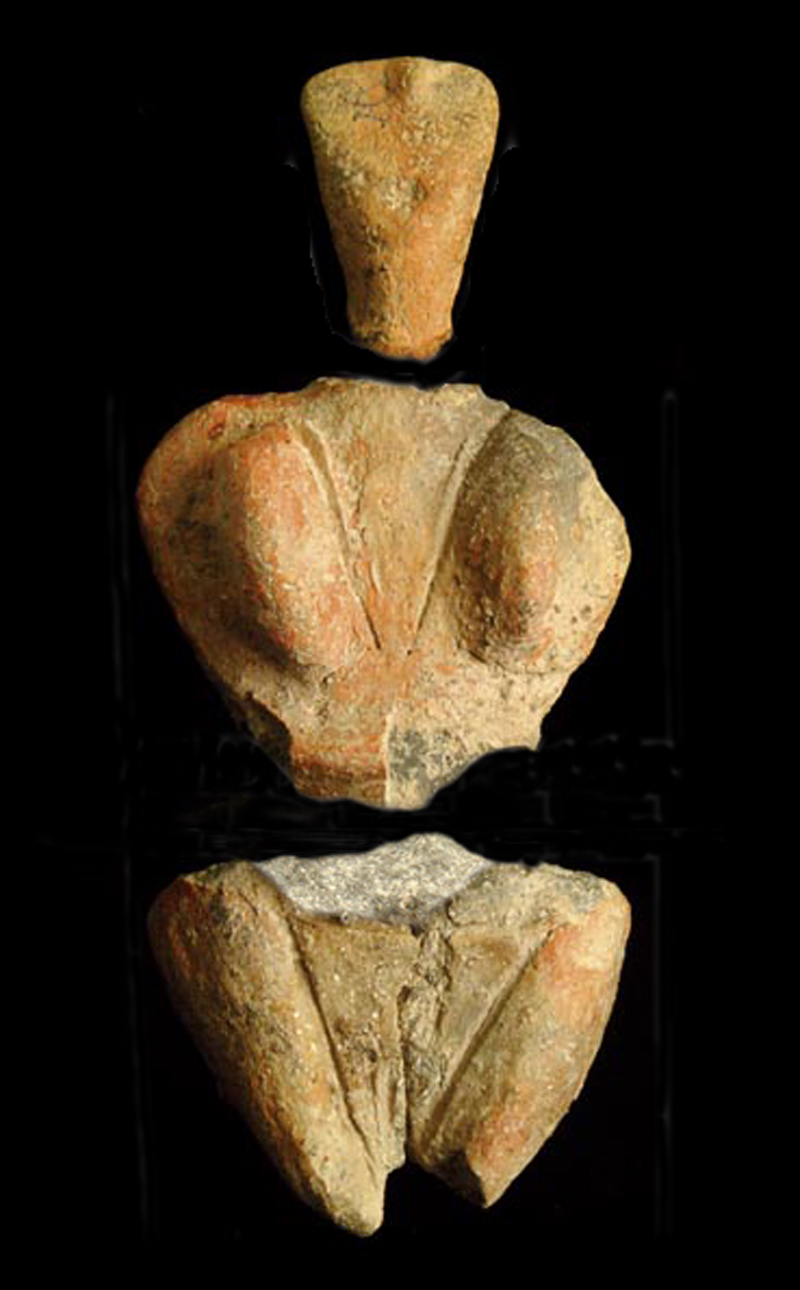
Terracotta vrouwenbeeldje gevonden in Skorba (Archeologisch Museum Valletta). De stijl vertoont grote gelijkenis met die van de cycladenidolen al is er tot nog toe geen contact aangetoond. Dit en soortgelijke beeldjes zijn door sommige onderzoekers geïnterpreteerd als moedergodin, maar dit is omstreden.

Gedurende ongeveer twaalf eeuwen vóór de bouw van de tempels bevond zich reeds een nederzetting op de plaats van de site. De oudste structuur die daarvan overblijft is een elf meter lange rechte muur ten westen van de eerste ingang van de tempels. Gestort afvalmateriaal aan de basis onder meer houtskool bevatte restanten van de eerste menselijke aanwezigheid op het eiland tijdens de Għar Dalam fase. Via C14-datering werd 4850 v.C. als datum berekend.

## Aardewerk
Het aardewerk dat op de site van Ta' Skorba werd gevonden wordt ingedeeld in twee categorieën: de Grijze Skorba fase (4500-4100 v.C.) en de Rode Skorba fase (4400-4100 v.C.).
Het Grijze Skorba aardewerk heeft een gepolierd oppervlak met erg weinig decoratie. De pasta is eerder fijn met grijze tot bijna zwarte kleur. Hoofdkenmerk van deze keramiek zijn de oren van gevarieerde vormen die vrij gesofistikeerd kunnen zijn, trompetoren genoemd.
Het Rode Skorba aardewerk verschilt van het voorgaande enkel door een rode of bruine sliplaag en bijzondere lepelvormen. Deze Maltese keramiek lijkt sterk op de Siciliaanse Serra d'Alto keramiek, voor wat de Rode Skorba keramiek betreft, terwijl de Grijze Skorba keramiek eerder doet denken aan de Siciliaans Diana keramiek.